# Live at the Fillmore - February 1969
Albums de The Byrds
Byrds
(1973) Live at Royal Albert Hall 1971
(2008)
Live at the Fillmore - February 1969 est un album du groupe de rock américain The Byrds, enregistré les 7 et 8 février 1969 au Fillmore West et édité en 2000.

## Titres
1. Nashville West (Gene Parsons, Clarence White) – 1:57
2. You're Still on My Mind (Luke McDaniel) – 1:57
3. Pretty Boy Floyd (Woody Guthrie) – 3:13
4. Drug Store Truck Drivin' Man (Roger McGuinn, Gram Parsons) – 2:28
5. Medley: Turn! Turn! Turn! (To Everything There Is a Season) / Mr. Tambourine Man / Eight Miles High (Ecclésiaste, Pete Seeger / Bob Dylan / Gene Clark, Roger McGuinn, David Crosby) – 9:47
6. Close up The Honky Tonks (Red Simpson) – 2:59
7. Buckaroo (Bob Morris) – 2:02
8. The Christian Life (Ira Louvin, Charlie Louvin) – 2:10
9. Time Between (Chris Hillman) – 2:09
10. King Apathy III (Roger McGuinn) – 3:14
11. Bad Night at the Whiskey (Roger McGuinn, Joseph Richards) – 3:50
12. This Wheel's on Fire (Bob Dylan, Rick Danko) – 4:17
13. Sing Me Back Home (Merle Haggard) – 3:08
14. So You Want to Be a Rock 'n' Roll Star (Roger McGuinn, Chris Hillman) – 2:36
15. He Was a Friend of Mine (trad. arr. Roger McGuinn) – 2:32
16. Chimes of Freedom (Bob Dylan) – 3:23

## Musiciens
- Roger McGuinn : chant, guitare
- Clarence White : guitare
- John York : basse
- Gene Parsons : batterie